# Bernard Cagnac
Bernard Louis Roger Cagnac (Parigi, 6 febbraio 1931 – Olivet, 3 luglio 2019) è stato un fisico francese.

## Biografia
Figlio del matematico Georges Cagnac, nacque il 6 febbraio 1931 nel XV arrondissement di Parigi. Ammesso all'École normale supérieure nel 1950, ottiene nel 1952 la laurea in scienze fisiche e matematiche alla facoltà delle scienze dell'università di Parigi. Dopo il diploma di studi superiori preparato con Jean Brossel, supera il concorso di agrégation in scienze fisiche nel 1954. Dopo il servizio militare, nel 1957 si unisce al laboratorio di fisica dell'École normale supérieure come aggregato preparatore di fisica e studia per il dottorato di ricerca in scienze fisiche, ottenuto tre anni dopo, nel 1960, per i suoi lavori sul pompaggio ottico e sulla risonanza magnetica nucleare sotto la supervisione di Alfred Kastler e Jean Brossel.
Viene quindi nominato capo dei lavori all'École normale supérieure, incarico che ricopre per un anno prima di essere nominato docente e poi professore senza cattedra presso il centro di Orsay della facoltà delle scienze dell'università di Parigi. Dopo il suo trasferimento nel 1965 alla sede parigina della facoltà delle scienze, ritorna al laboratorio di spettroscopia hertziana dell'École normale supérieure (oggi intitolato a Kastler e Brossel), dove nel 1967 diventa responsabile del gruppo di ricerca sulla spettroscopia laser multifotonica. A partire dal 1972 sviluppa un nuovo metodo spettroscopico basato sull'assorbimento a due fotoni, eliminando l'allargamento Doppler. Nel 1969 viene nominato professore titolare all'Università Pierre e Marie Curie. È stato presidente della Società francese di fisica dal 1981 al 1982 e membro del Comitato nazionale di valutazione dal 1985 al 1989. Nel 1990 viene eletto presidente dell'Institut d'optique Graduate School. In pensione dal 1996, venne nominato professore emerito all'Università Pierre e Marie Curie.
Tra le sue pubblicazioni si segnalano due testi di fisica, uno sulla fisica atomica, coautore con Jean-Claude Pebay-Peyroula, e l'altro sui laser, coautore con Jean-Pierre Faroux; più recentemente, una breve brochure che descrive la vita del professor Alfred Kastler.